# 1154
| 1154               |
| ------------------ |
| Dødsfald - Fødsler |
|                    |

| Gregoriansk kalender | 1154 MCLIV              |
| Ab urbe condita      | 1907                    |
| Armensk kalender     | 603 ԹՎ ՈԳ               |
| Kinesiske kalender   | 3850 – 3851 癸酉 – 甲戌 |
| Etiopisk kalender    | 1146 – 1147             |
| Jødisk kalender      | 4914 – 4915             |
| Hindukalendere       |                         |
| - Vikram Samvat      | 1209 – 1210             |
| - Shaka Samvat       | 1076 – 1077             |
| - Kali Yuga          | 4255 – 4256             |
| Iransk kalender      | 532 – 533               |
| Islamisk kalender    | 549 – 550               |

Konge i Danmark: Svend 3. Grathe, Knud 5. 1146-1157, Valdemar 1. den Store 1146-1182
Se også 1154 (tal)

## Begivenheder
- 4. december - Nicolas Breakspeare bliver den første – og hidtil eneste – engelske pave. Det sker under navnet Hadrian IV.
- 19. december – Henrik 2. af England bliver konge